# 埃伦伯勒
埃伦伯勒（英語：Ellenboro）是一个美國小镇，位於威斯康星州给予县。根據 2000年的人口普查，當地人口為608人。

## 地理
根据美国人口普查局，该镇的总面积為36.2 平方英里(93.6 平方公里2)。